# Australiska öppna 2016
| Novak Đoković och Angelique Kerber, mästare i herr- respektive damsingel 2016. |  | Novak Đoković och Angelique Kerber, mästare i herr- respektive damsingel 2016. |
| Novak Đoković och Angelique Kerber, mästare i herr- respektive damsingel 2016. |  |                                                                                |

Australiska öppna 2016 (engelska: 2016 Australian Open) var 2016 års första Grand Slam-turnering i tennis. Turneringen spelades i Melbourne i Australien mellan den 18 och 31 januari 2016. Tävlingen var en del av WTA- och ATP-tour.

## Tävlingar

### Herrsingel

#### Seedade spelare
| 1. Novak Đoković (Mästare) 2. Andy Murray (Final) 3. Roger Federer (Semifinal) 4. Stanislas Wawrinka (Åttondelsfinal) 5. Rafael Nadal (Första omgången) 6. Tomáš Berdych (Kvartsfinal) 7. Kei Nishikori (Kvartsfinal) 8. David Ferrer (Kvartsfinal) 9. Jo-Wilfried Tsonga (Åttondelsfinal) 10. John Isner (Åttondelsfinal) 11. Kevin Anderson (Första omgången) 12. Marin Čilić (Tredje omgången) 13. Milos Raonic (Semifinal) 14. Gilles Simon (Åttondelsfinal) 15. David Goffin (Åttondelsfinal) 16. Bernard Tomic (Åttondelsfinal) | 1. Benoît Paire (Första omgången) 2. Feliciano López (Tredje omgången) 3. Dominic Thiem (Tredje omgången) 4. Fabio Fognini (Första omgången) 5. Viktor Troicki (Tredje omgången) 6. Ivo Karlović (Första omgången) 7. Gaël Monfils (Kvartsfinal) 8. Roberto Bautista Agut (Åttondelsfinal) 9. Jack Sock (Andra omgången) 10. Guillermo García-López (Tredje omgången) 11. Grigor Dimitrov (Tredje omgången) 12. Andreas Seppi (Tredje omgången) 13. Nick Kyrgios (Tredje omgången) 14. Jérémy Chardy (Andra omgången) 15. Steve Johnson (Tredje omgången) 16. João Sousa (Tredje omgången) |

### Damsingel

#### Seedade spelare
| 1. Serena Williams (Final) 2. Simona Halep (Första omgången) 3. Garbiñe Muguruza (Tredje omgången) 4. Agnieszka Radwańska (Semifinal) 5. Marija Sjarapova (Kvartsfinal) 6. Petra Kvitová (Andra omgången) 7. Angelique Kerber (Mästare) 8. Venus Williams (Första omgången) 9. Karolína Plíšková (Tredje omgången) 10. Carla Suárez Navarro (Kvartsfinal) 11. Timea Bacsinszky (Andra omgången) 12. Belinda Bencic (Åttondesfinal) 13. Roberta Vinci (Tredje omgången) 14. Viktoryja Azaranka (Kvartsfinal) 15. Madison Keys (Åttondesfinal) 16. Caroline Wozniacki (Första omgången) | 1. Sara Errani (Första omgången) 2. Elina Svitolina (Andra omgången) 3. Jelena Janković (Andra omgången) 4. Ana Ivanović (Tredje omgången) 5. Jekaterina Makarova (Åttondesfinal) 6. Andrea Petković (Första omgången) 7. Svetlana Kuznetsova (Andra omgången) 8. Sloane Stephens (Första omgången) 9. Samantha Stosur (Första omgången) 10. Anastasija Pavljutjenkova (Första omgången) 11. Anna Karolína Schmiedlová (Första omgången) 12. Kristina Mladenovic (Tredje omgången) 13. Irina-Camelia Begu (Första omgången) 14. Sabine Lisicki (Andra omgången) 15. Lesia Tsurenko (Första omgången) 16. Caroline Garcia (Första omgången) |

### Herrdubbel

#### Seedade spelare
| 1. Jean-Julien Rojer / Horia Tecău (Kvartsfinal) 2. Ivan Dodig / Marcelo Melo (Åttondelsfinal) 3. Bob Bryan / Mike Bryan (Åttondelsfinal) 4. Rohan Bopanna / Florin Mergea (Åttondelsfinal) 5. Simone Bolelli / Fabio Fognini (Andra omgången) 6. Pierre-Hugues Herbert / Nicolas Mahut (Andra omgången) 7. Jamie Murray / Bruno Soares (Mästare) 8. Henri Kontinen / John Peers (Andra omgången) | 1. Vasek Pospisil / Jack Sock (Kvartsfinal) 2. Łukasz Kubot / Marcin Matkowski (Andra omgången) 3. Dominic Inglot / Robert Lindstedt (Åttondelsfinal) 4. Juan Sebastián Cabal / Robert Farah (Åttondelsfinal) 5. Raven Klaasen / Rajeev Ram (Kvartsfinal) 6. Treat Huey / Max Mirnyj (Kvartsfinal) 7. Feliciano López / Marc López (Andra omgången) 8. Pablo Cuevas / Marcel Granollers (Semifinal) |

### Damdubbel

#### Seedade spelare
| 1. Martina Hingis / Sania Mirza (Mästare) 2. Chan Hao-ching / Chan Yung-jan (Kvartsfinal) 3. Caroline Garcia / Kristina Mladenovic (Åttondelsfinal) 4. Tímea Babos / Katarina Srebotnik (Andra omgången) 5. Anastasija Pavljutjenkova / Jelena Vesnina (Åttondelsfinal) 6. Raquel Atawo / Abigail Spears (Andra omgången) 7. Andrea Hlaváčková / Lucie Hradecká (Final) 8. Lara Arruabarrena Vecino / Andreja Klepač (Första omgången) | 1. Irina-Camelia Begu / Monica Niculescu (Första omgången) 2. Anabel Medina Garrigues / Arantxa Parra Santonja (Åttondelsfinal) 3. Yaroslava Shvedova / Samantha Stosur (Andra omgången) 4. Anna-Lena Grönefeld / Coco Vandeweghe (Kvartsfinal) 5. Julia Görges / Karolína Plíšková (Semifinal) 6. Kiki Bertens / Johanna Larsson (Första omgången) 7. Xu Yifan / Zheng Saisai (Semifinal) 8. Gabriela Dabrowski / Alicja Rosolska (Första omgången) |

### Mixed dubbel

#### Seedade spelare
| 1. Sania Mirza / Ivan Dodig (Semifinal) 2. Bethanie Mattek-Sands / Bob Bryan (Kvartsfinal) 3. Chan Yung-jan / Rohan Bopanna (Kvartsfinal) 4. Katarina Srebotnik / Jamie Murray (Kvartsfinal) | 1. Jelena Vesnina / Bruno Soares (Mästare) 2. Lucie Hradecká / Marcin Matkowski (Första omgången) 3. Raquel Atawo / Raven Klaasen (Första omgången) 4. Chan Hao-ching / Max Mirny (Första omgången) |